# Vice-gouverneur du Mato Grosso do Sul
Vice-gouverneur du Mato Grosso do Sul (portugais : portugais : Vice-governador do Mato Grosso do Sul) est la deuxième position la plus élevée dans la branche exécutive du gouvernement du Mato Grosso do Sul, après le gouverneur du Mato Grosso do Sul, et se classe au premier rang dans la succession gouvernementale de l'État. Il a pour fonction de remplacer le Gouverneur en cas de déplacement à l'étranger ou d' empêchements et de lui succéder en cas de démission, de décès ou de révocation par voie expresse. Il doit également donner des conseils au Gouverneur, s'il le demande.
Le mandat du vice-gouverneur du Mato Grosso do Sul est de quatre ans avec le droit de se présenter pour une réélection consécutive, s'il est choisi à nouveau par le gouverneur. Dès son entrée en fonction, il prête serment de respecter et de défendre les constitutions fédérales et étatiques, les lois nationales et étatiques, l'intégrité de l'Union et l'indépendance du pays. Le vice-gouverneur est automatiquement élu avec le gouverneur tous les quatre ans, aucun vote n'étant exprimé directement pour lui, étant élu sur la base d'une liste. Ce système a été mis en place pour empêcher le lieutenant-gouverneur d'être du parti d'opposition du gouverneur.
Bien que l'État ait été installé en 1979 avec l'investiture de Harry Amorim Costa, le poste de lieutenant-gouverneur n'a été officialisé qu'avec les premières élections d'État au Brésil après plus de deux décennies, en 1982. Avec son absence, le président de l'Assemblée législative était le suivant dans l'ordre de succession.

## Liste des vice-gouverneurs
| Numéro                               | Nom                 | Image | Début de mandat  | Fin du mandat    | Parti                                            | Gouverneur                      | Réfs   |
| ------------------------------------ | ------------------- | ----- | ---------------- | ---------------- | ------------------------------------------------ | ------------------------------- | ------ |
| Régime militaire de 1964 (1964-1985) |                     |       |                  |                  |                                                  |                                 |        |
| 1                                    | Ramez Tebet         |       | 15 mars 1983     | 14 mai 1986      | Parti du mouvement démocratique brésilien (PMDB) | Wilson Barbosa Martins          |        |
| Nouvelle République (depuis 1985)    |                     |       |                  |                  |                                                  |                                 |        |
| —                                    | Place vacante       | —     | 14 mai 1986      | 14 mars 1987     | —                                                | Ramez Tebet                     | —      |
| 2                                    | Georges Takimoto    |       | 15 mars 1987     | 14 mars 1991     | Parti du Front libéral (PFL)                     | Marcelo Miranda Soares          | ,      |
| 3                                    | Ary Rigo            |       | 15 mars 1991     | 1er janvier 1995 | Parti travailliste social (PST)                  | Pedro Pedrossian                | ,      |
| 4                                    | Braz Mélo           |       | 1er janvier 1995 | 3 mai 1996       | Parti de la social-démocratie brésilienne (PSDB) | Wilson Barbosa Martins          | ,      |
| —                                    | Place vacante       | —     | 3 mai 1996       | 1er janvier 1999 | —                                                | Wilson Barbosa Martins          | —      |
| 5                                    | Moacir Kohl         |       | 1er janvier 1999 | 1er janvier 2003 | Parti démocratique travailliste (PDT)            | José Orcirio Miranda dos Santos | ,      |
| 6                                    | Egon Krakheche      |       | 1er janvier 2003 | 1er janvier 2007 | Parti des travailleurs (PT)                      | José Orcirio Miranda dos Santos | [ 3 ]  |
| 7                                    | Murilo Zauith       |       | 1er janvier 2007 | 1er janvier 2011 | Parti du Front libéral (PFL)                     | André Puccinelli                | ,      |
| 8                                    | Simone Tebet        |       | 1er janvier 2011 | 1er janvier 2015 | Mouvement démocratique brésilien (MDB)           | André Puccinelli                | [ 9 ]  |
| 9                                    | Rose Modesto        |       | 1er janvier 2015 | 1er janvier 2019 | Parti de la social-démocratie brésilienne (PSDB) | Reinaldo Azambuja               | [ 10 ] |
| 10                                   | Murilo Zauith       |       | 1er janvier 2019 | 1er janvier 2023 | Démocrates (DEM)                                 | Reinaldo Azambuja               | [ 11 ] |
| 11                                   | José Carlos Barbosa |       | 1er janvier 2023 | en cours         | Progressistas                                    | Eduardo Riedel                  | [ 12 ] |

## Anciens vice-gouverneurs vivants
À ce jour, sept anciens vice-gouverneurs sont en vie. Dans l'ordre de service sont :
- George Takimoto, en fonction de 1987 à 1991
- Braz Melo, en fonction de 1995 à 1999
- Moacir Kohl, en fonction de 1999 à 2003
- Egon Krakheche, en fonction de 2003 à 2007
- Murilo Zauith, en fonction de 2007 à 2011 et de 2019 à 2023
- Simone Tebet, en fonction de 2011 à 2015
- Rose Modesto, en fonction de 2015 à 2019